# آرثر كوربيت
آرثر كوربيت (بالإنجليزية: Arthur Corbett)‏ هو موظف مدني أسترالي، ولد في 18 فبراير 1877، وتوفي في 20 مارس 1970.